# Хаттська література

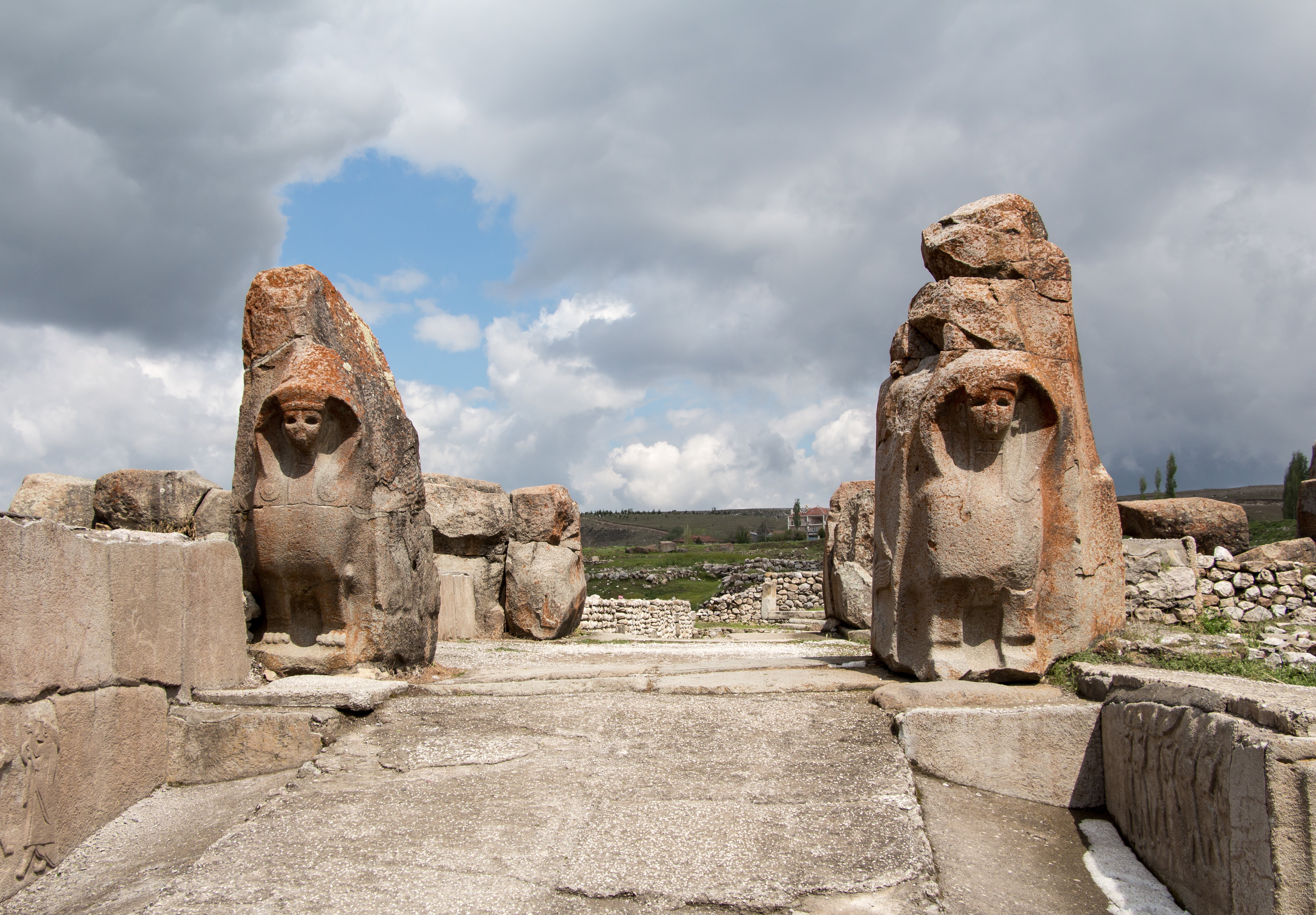
Хеттська брама

Хаттська література – найдавніша література Малої Азії (нині Туреччина), що створювалася імовірно безписемною неіндоєвропейською хаттською мовою і збереглася у пізніших клинописних хеттських записах та перекладах 17-13 століття до Р.Х.
Збереглися переважно тексти обрядових пісень, які містять паралелі з відповідними давньоєгипетськими, давньогрецькими та давньоісландськими творами, записи ритуалів та міфологічних оповідей. Переважна кількість текстів збереглася у фрагментах, тексти без паралельного хеттського перекладу розшифровані не до кінця.

## Хатти
Свідчення про хаттів існують з 24 століття до Р.Х. (з часів Саргона Аккадського) і до 17 століття до Р.Х., коли вони остаточно розчинилися в індоєвропейському етносі хеттів. Хатти асимілювали хаттів й запозичили у них майже увесь культ, а також свою самоназву і назву своєї держави – Хатті.

## Мова

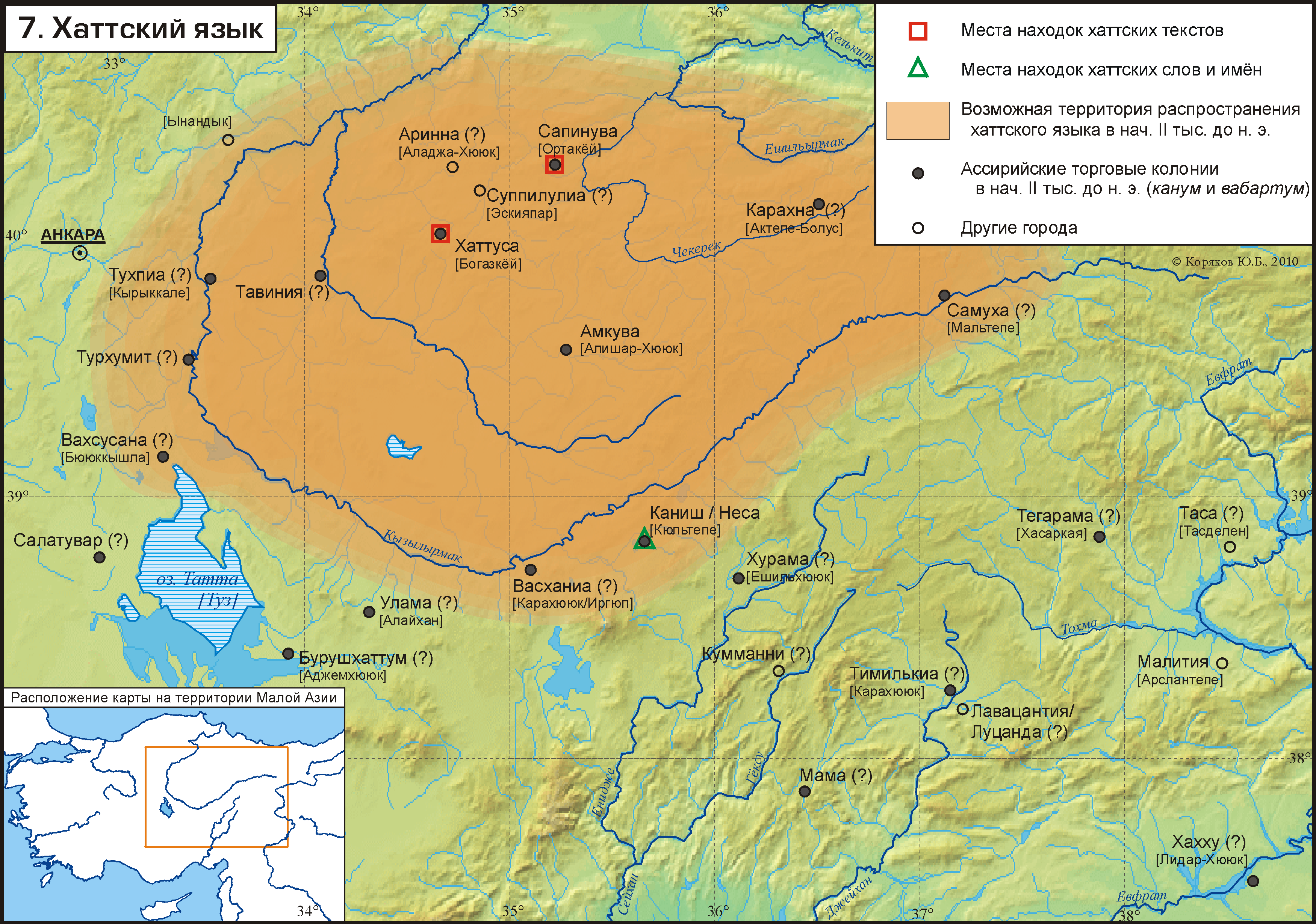
Поширення хаттської мови

Хаттська мова є неіндоєвропейською і несемітською мовою Малої Азії. Її спорідненість остаточно не встановлена, хоча знаходять зв’язки із кавказькими абхазо-адизькими мовами. Також деякі дослідники зараховують її до гіпотетичної сино-кавказької макрородини як окрему гілку.
Традиційно вважається, що хаттська мова вимерла у давньохеттську добу (бл. 1680–1500 до Р. Х.), однак у документах хеттського архіву знаходяться деякі свідчення, що окремі групи носіїв мови існували і в новохеттський час.
Кілька десятків хаттських назв проникло в хеттську мову (переважно це термінологія, пов'язана з відправленням культу та інститутом царської влади, а також, що важливо, слово «hapalki» — «залізо»).
Серед корпусу хеттських текстів є низка хаттсько-хеттських білінгв, завдяки яким і можна скласти певне уявлення про хаттську мову.

## Корпус текстів
Хаттські тексти були записані хеттами в останні роки живого існування хаттської мови або після її повного виходу із розмовного вжитку. Для запису використовувався хеттський клинопис, власного письма хаттська, імовірно, не мала.
Збереглося близько 500 коротких хаттських фрагментів у хеттських записах. Вони належать до 17-18 століття до Р. Х. і написані, мабуть, не носіями хаттської мови, а хеттськими або лувійськими писарями. Основна частина пам'яток походить з архіву хеттської столиці Хаттуси (сучасний Богазкей). Майже всі ці документи опубліковані.
Наприкінці 1980-х років було виявлено хеттсько-хурритський культовий центр Сапінува (суч. Ортакей), де поряд з хеттськими і хурритськими текстами виявилися і таблички хаттською (близько 45 одиниць; основна частина станом на 2010 рік не опублікована).
У каталозі Е. Лароша (1971) власне хаттські тексти займають діапазон CTH 725–745, причому більшість текстів відома зараз в кількох копіях і (або) варіантах. Низка коротких хаттських пасажів (зазвичай пряма мова жерця) міститься в хетських текстах, що відносяться до інших номерів за Ларошем. Як і інші частини архівів Хаттуси і Сапінуви, ці таблички виявлені пошкодженими, тобто всі відомі нам документи хаттської мови фрагментарні.
Хаттський корпус за Ларошем:
- CTH 725 Ритуал освячення храму     (хаттсько-хеттський паралельний текст)
- CTH 726 Ритуал освячення наріжного     каменя (хаттсько-хеттський текст)
- CTH 727 Міф «Місяць упав з неба»     (хаттсько-хеттський текст)
- CTH 728 Замовляння     (хаттсько-хеттський текст)
- CTH 729 Замовляння     (хаттсько-хеттський текст)
- CTH 730 Замовляння місяця і вітру
- CTH 731 Фрагменти (хаттсько-хеттський     текст)
- CTH 732 Ритуал Ḫutuši, для походу
- CTH 733 «Мова богів, мова людей» –     прикликання хаттських богів
- CTH 734 Фрагменти хаттських замовлянь     і ритуалів
- CTH 735 Хаттські молитви або     замовляння
- CTH 736 Приказки богині Зінтухі у     храмі сонця
- CTH 737 Святкування з Неріка (із     висловлюваннями хатті)
- CTH 738 Святкування на честь богині     Тетешапі
- CTH 739 Святкування поселення     Тухуміхара
- CTH 740 Хаттські літанії
- CTH 741 Хаттська пісня жінок з     Tiššarulija
- CTH 742 Хаттська пісня (SÌR)
- CTH 743 Хаттська антифонна пісня
- CTH 744 Ритуальні фрагменти з     висловлюваннями хатті
- CTH 745 Хаттські фрагменти
- CTH 656 Змішане святкування з     хаттською, хурритською та іншими мовами

Майже всі тексти хаттською — це описи ритуалів і релігійних свят (або ж тільки рецитації всередині описів ритуальних дій, складених хеттською), молитви і міфи. 
Палеографічно хаттські тексти або хеттські тексти, що містять хаттські пасажі, належать до всіх періодів, починаючи від давньохеттського часу до новохеттської імперії (17-13 століття до Р. Х.). Більша частина таблиць написана новохеттським дуктусом, і неясно, чи потрібно вважати, що все це пізніші копії оригіналів, що належать до найдавнішого періоду хеттської писемності, чи припускати продовження хаттської письмової традиції і в новохеттський час.
Якщо для давньохеттського періоду вважається, що хаттські тексти були зрозумілі переписувачам, які їх записували, то для пізнішого часу можна визнати, що багато з хеттських переписувачів вже не володіли хаттською (цей факт пояснюється зміною загального культу під хурритським впливом у середньохеттський період). Часто дослідники змушені вважати, що текст був скопійований механічно і зі спотвореннями (іноді сам писар в колофоні згадує про зміни оригінального тексту), що серйозно ускладнює завдання дослідника і відкриває можливість певної наукової сваволі.

## Особливості

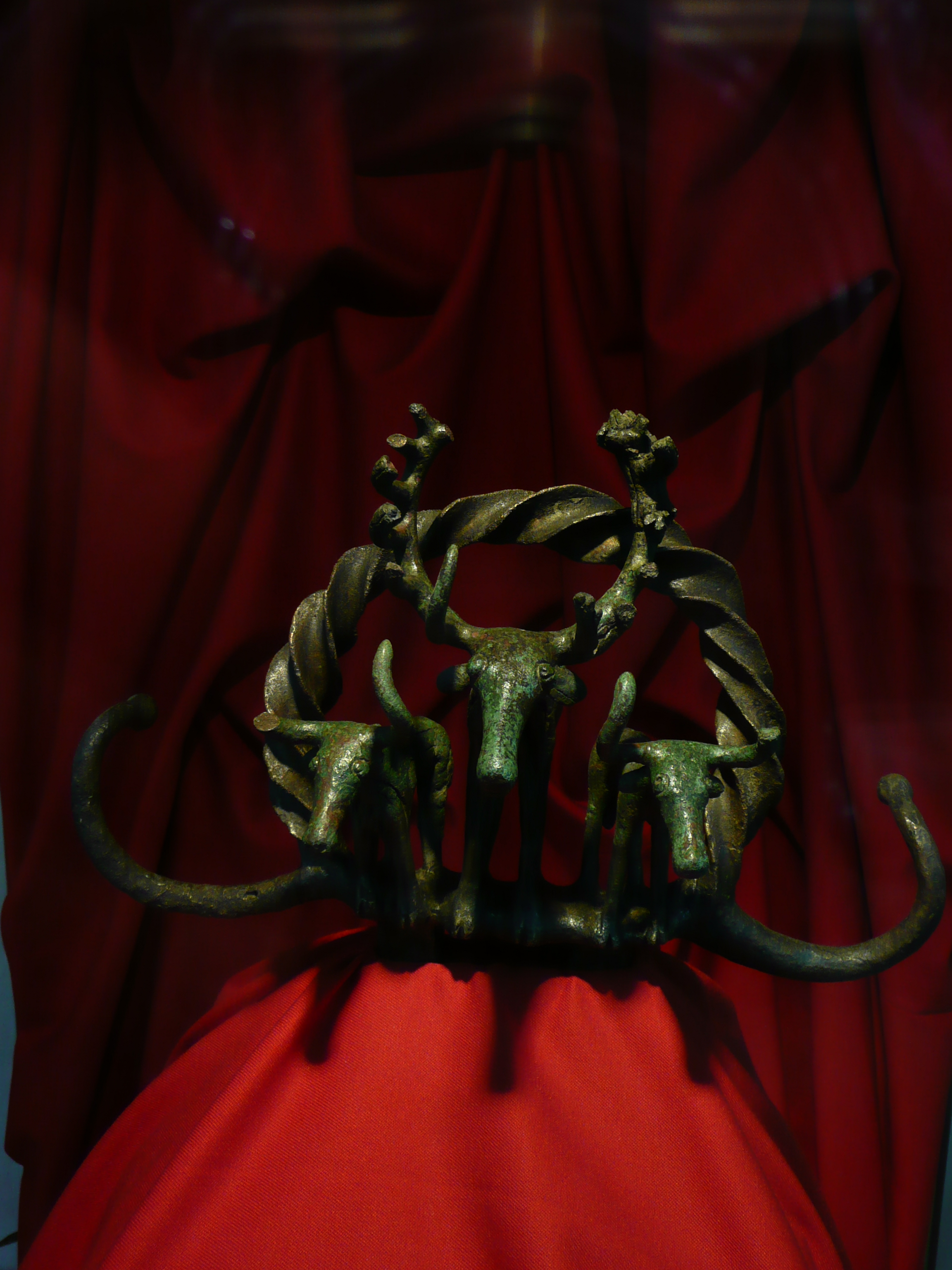
Хаттський церемоніальний
штандарт

Хаттський релігійний культ мав визначальний вплив на хеттів і, фактично, сформував їхні вірування, принаймні до початку хурритського впливу. Відповідно, хаттська культова література (ритуали, молитви, замовляння) суттєво вплинула на хеттську.
Також хетти запозичили у хаттів устрій царського двору, головні титули та придворні посади, разом з цим були засвоєні хаттські формули величання царя і цариці та інші літературні жанри, пов’язані з придворними звичаями.
Уся рання міфологічна література хеттів, зокрема міфи, що пов’язані з виконанням щорічних царських свят, є перекладами і переробками зразків хатті. Частину хаттських міфів можна реконструювати на основі пізніх хеттських текстів, які є явно неіндоєвропейського і нехурритського походження. Відповідно, міфологія хатті досить добре відома.
Надзвичайно лаконічний стиль  давньохеттської історичної прози та придворних гумористичних оповідей імовірно теж походить із хаттської традиції.
Уривки на хаттській, які збереглися, дозволяють стверджувати, що на хатті писалися вірші з фіксованою метричною, строфічною та звуковою формою.
Культура хатті належала до периферії тодішнього цивілізованого світу. Коли вона потрапила у поле писемності, то ще носила надзвичайно архаїчний характер, більш характерний неписемним культурам. Архаїчність міфів хатті визначалася тим, що вони зазвичай складали частину обряду.
Релігія хатті була зв’язана з найдавнішою культурою Малої Азії 7-6 тисячоліття до Р.Х. (Чатал-Хююк). Від цієї найдавнішої традиції хатті, зокрема, успадкували не лише обряди поклоніння бджолі та похоронні обряди, пов’язані з мишею, а й ушанування леопарда як головної священної тварини. Це знайшло продовження і в культурі хетті, і у багатьох більш пізніх традиціях аж до образу Витязя у тигровій шкурі Руставелі та європейських середньовічних мотивів.

## Твори

### Міфологія

#### Мова богів, мова людей
Зберігся цікавий двомовний хаттсько-хеттський текст «Мова богів, мова людей» зі звертанням до божеств із називанням їхніх різних позначень на «мові богів» і на «мові людей» (CTH 733).
Розрізнення мови богів і людей нагадує схожу античну традицію і схожий поділ у давньоісландській та давньоірландській поезії, у єгипетських текстах.
Сама можливість створення особливої «мови богів» пояснюється внутрішніми особливостями поетичної мови і не має стосунку до двомовності: у перекладних текстах по дві назви кожен бог має і в хаттській, і в хеттській мові.

#### Міф про Змія

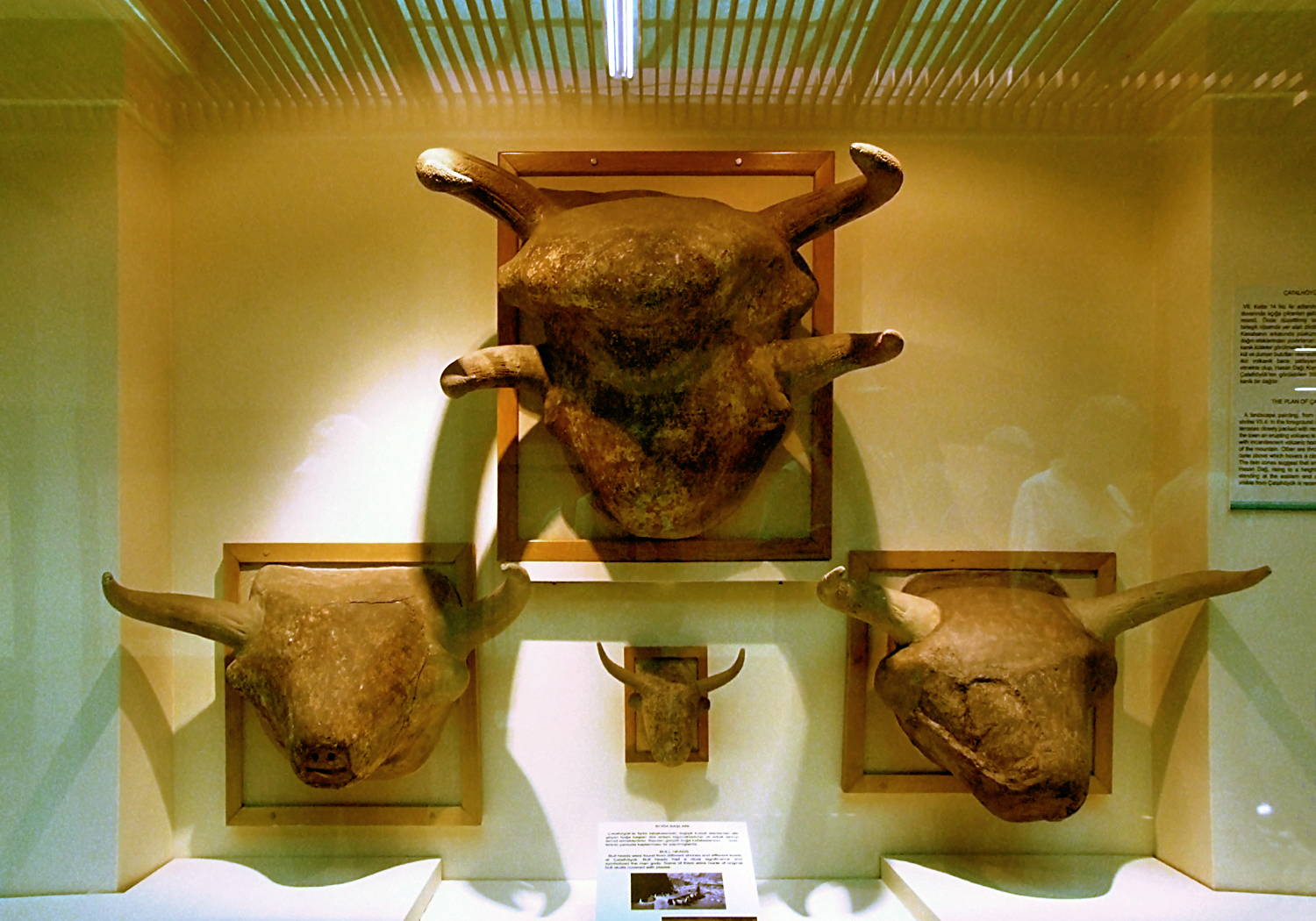
Бог Гроза у вигляді бика

З релігійною традицією хатті пов’язані найдавніші хеттські міфологічні тексти. Ці тексти дійшли до нас як складові частини архаїчних ритуалів. Складовою ритуалу, який відзначав Новий рік, є міфологічна оповідь про Змія. 
Ця оповідь може бути зіставлена з аналогічними ритуальними сутичками божества з його ворогом, які приурочувалися до новорічного свята у багатьох народів світу. У хеттському міфі оповідується про те, як Бог Грози відомстив своєму ворогу – Змію, який до цього отримав перемогу. Міф зберігся у двох варіантах. У першому, більш давньому, помста вдається завдяки людині на ім’я Хупасіяс, якому богиня Інара дарує за це свою любов. У другому варіанті міфу Бог Гроза поєднується з донькою людини на ім’я Бідний, щоб народити сина, який потім одружується на доньці Змія і допомагає своєму батьку отримати назад серце і очі, відняті раніше Змієм. Другий варіант близький до хурритського епосу про бога Кумарбі. Характерно, що обидва міфи вплинули на легенду про Тифона у грецькій міфології. Греки до Есхіла зберігали пам’ять про «халібів» – хатті, перших, хто винайшов залізо, що мешкали на чорноморському березі Малої Азії. Не дивно, що у міфології греків є сліди впливу цього народу.
Міф хатті про поєдинок Бога Грози зі Змієм відобразився не лише у літературі Малої Азії та сусідніх областей, але й у їхньому мистецтві. Вже наприкінці хеттської історії сцени з цього міфу були відтворені на лувійському барельєфі з Малатья. Зліва на барельєфі видно бога-змієборця, справа – кільця враженого ним Змія.

#### «Місяць упав з неба»
У пізньому хеттському образотворчому мистецтві знайшов втілення й інший міф хатті – «Місяць упав з неба». Сцени, що зображали падіння божества з небес, істориками хеттського мистецтва розглядаються як ілюстрації міфа про місяць, який упав з неба і злякав Бога Грозу, тож той послав йому слідом грім і дощ.

#### Міфи при зникання бога
Інший стародавній міф, що відображає вірування хаттів, – це міф про зниклого бога. Він описує зникнення бога і викликану цим посуху та інші біди, спроби інших богів чи людей знайти його і повернути, його повернення і відродження природи чи усунення нещасть. Цей міф можна реконструювати на основі кількох близьких один до одного хеттських версій, де просто зникають різні боги. Цей древній прототип міфів про зникнення бога дуже поширений у районі східносередземноморської культури.

### Ритуальна поезія

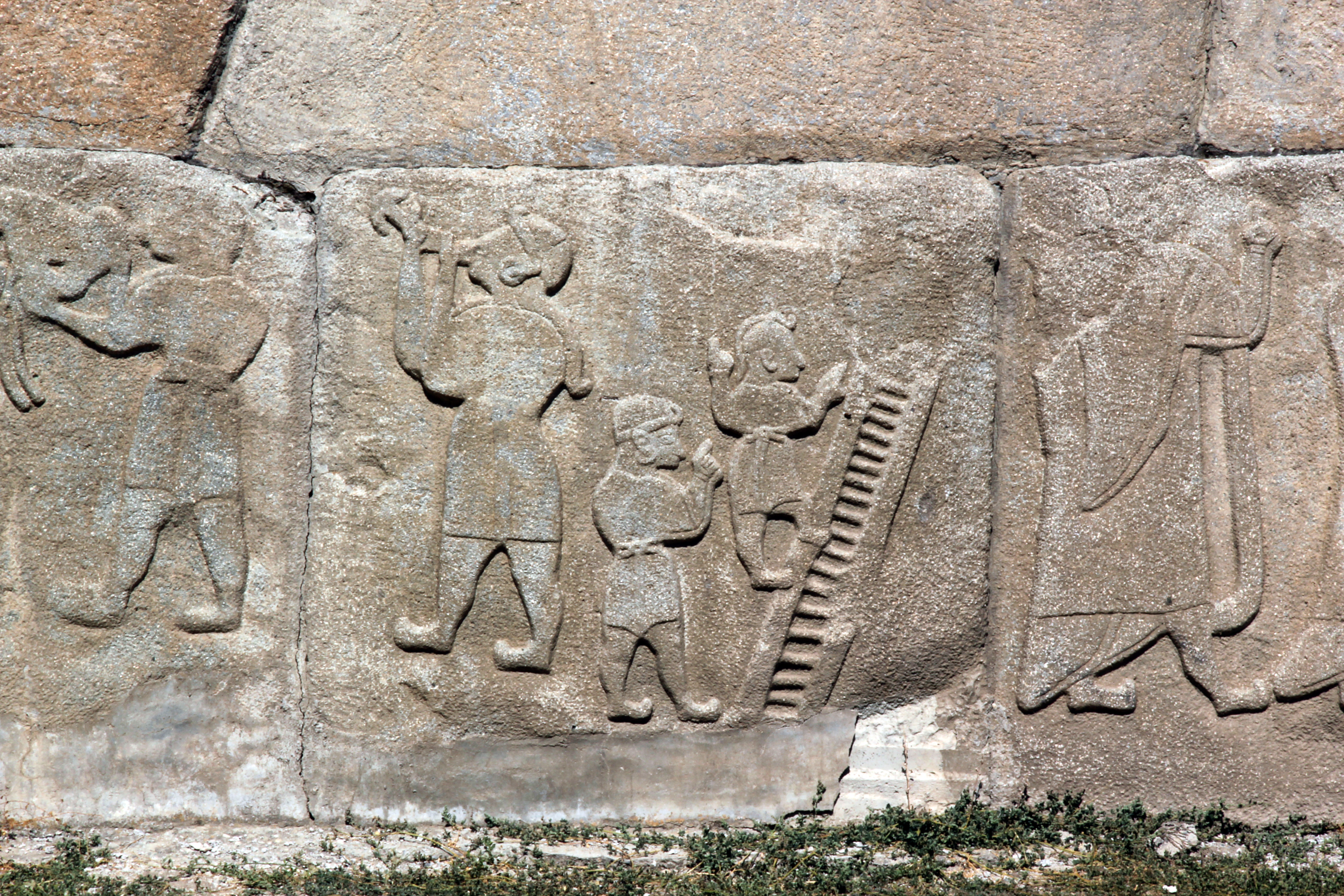
Хаттський рельєф

Збереглася низка записів хаттських ритуалів, або хаттських висловів жреців у складі хеттських ритуалів.
Окрім безумовного впливу цих ритуалів на хеттів, можна віднайти впливи і на інші культури. Зокрема, суто хаттський ритуальний вислів «Страхи і Жахи» через хеттські гімни до Сонця вплинув і на пізнішу гомерівську традицію.
У збережених фрагментах гімнів і молитов до богів помітно формулу славослів’я, яка починається виділенням бога з-поміж інших богів. Згодом це стало поширено у хеттських обрядових звертаннях.

### Дослідження
- Archi, Alfonso. Hittite and Hurrian Literatures: An Overview // Civilizations of the Ancient Near East / Ed. by Jack M. Sasson. – New York, 1995. – pp. 2367-2377.
- Иванов, Вяч.Вс. Хеттская и хурритская литературы // История всемирной литературы: В 8 томах. Т. 1. — М.: Наука, 1983. — c. 118-130.
- Иванов, Вяч.Вс. Древняя литература Малой Азии // Луна, упавшая с неба. – М.: Художественная литература, 1977. – с. 5-32.
- Касьян А. С. Хаттский язык // Языки мира: Древние реликтовые языки Передней Азии. — М.: Academia, 2010.
- Кузьменко, Д. Хаттська література [Архівовано 22 грудня 2015 у Wayback Machine.] // Δημήτρός γραφεύς. — 12 грудня 2015.

### Тексти
- Klinger, Jörg. Untersuchungen zur Rekonstruktion der hattischen Kultschicht. – Wiesbaden : Harrassowitz, 1996. – XX+916 p. – (Studien zu den Boğazköy-Texten ; H. 37) – ISBN 3-447-03667-2.
- Schuster, Hans-Siegfried. Die hattisch-hethitischen Bilinguen. Einleitung, Texte und Kommentar Teil 1. – Leiden : Brill, 1978.
- Schuster, Hans-Siegfried. Die hattisch-hethitischen Bilinguen. Teil 2-3. Textbearbeitungen. – Leiden : Brill, 2004.
- Süel, Aygül; Soysal, Oguz. The Hattian-Hittite Foundation Rituals from Ortaköy (I-III) (CTH 726, CTH 725, CTH 414). – 2007–.
- Луна, упавшая с неба: Древняя литература Малой Азии // Вступ. статья, примечания и перевод Вяч.Вс. Иванова. – М.: Художественная литература, 1977.